# 彰武镇
彰武镇，是中华人民共和国辽宁省阜新市彰武县下辖的一个乡镇级行政单位。

## 行政区划
彰武镇下辖以下地区：
机务段社区、站前社区、铁医社区、老站社区、公园社区、北山社区、镇东社区、三园社区、东门社区、建设街社区、城南社区、百亩园社区、老城社区、西环社区、新兴社区、西门社区、西郊村、建华村、东郊村、前郑家村、黑坨子村、吉岗子村和新三家子村。